# کمک‌فنر

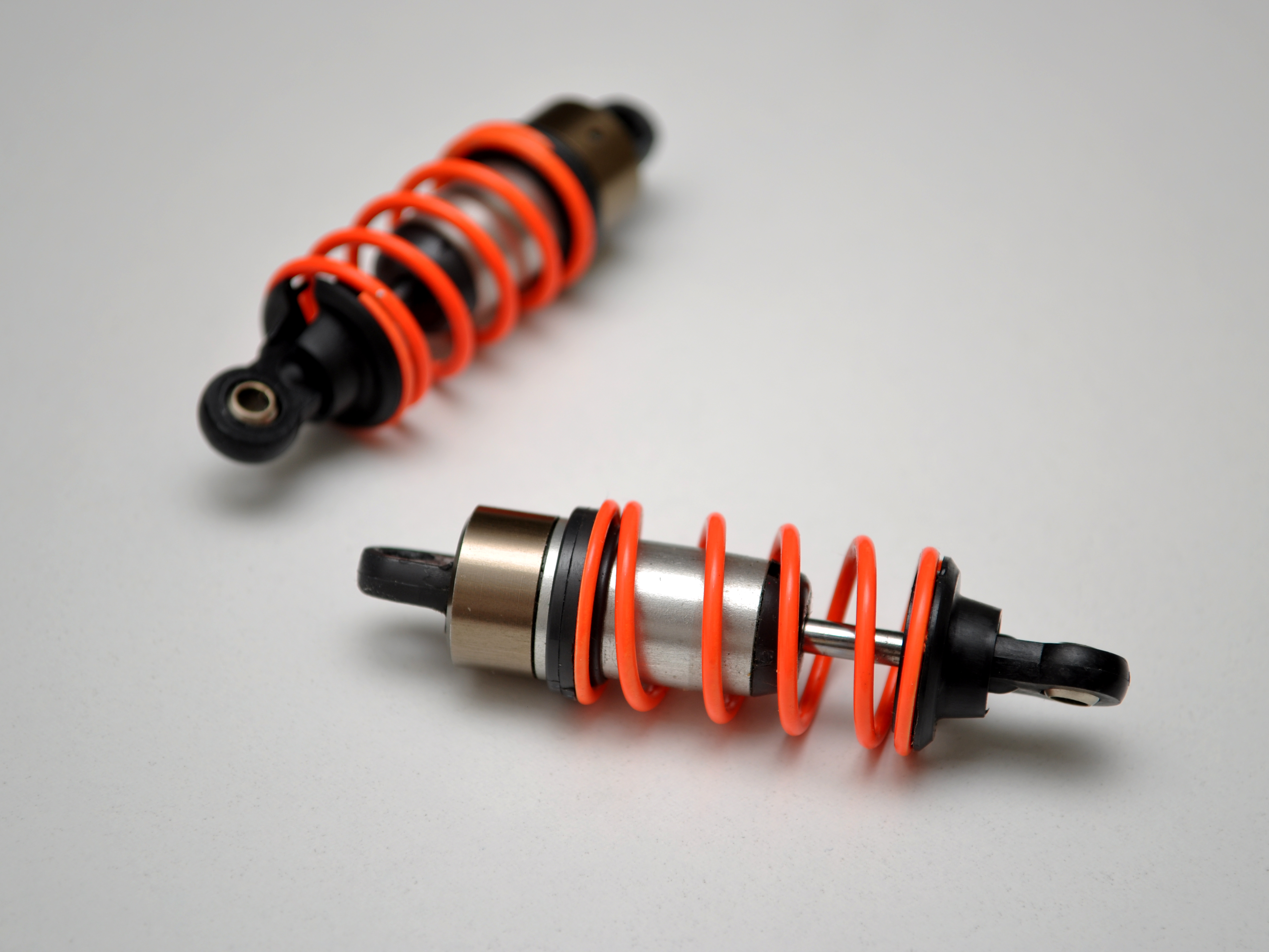
کمک‌فنر

کمک‌فنر (به انگلیسی: Shock absorber) وسیله‌ای مکانیکی است که در نزدیکی هر چرخ نصب می‌شود تا نوسانات فنرها را کنترل یا میرا کند. یک سر کمک‌فنر به اتاق یا شاسی خودرو متصل می‌شود و سر دیگر آن به قطعه‌ای متحرک از سامانه تعلیق، مانند پوسته محور یا طبق متصل است. در این وضعیت حرکت فنر سبب افزایش و کاهش طول کمک‌فنر می‌شود.
هدف از به‌کارگیری کمک فنر میراکردن نوسانات فنر است. کمک‌فنر زیر بار وزن خودرو نیست و بر ارتقاء خودرو هم اثر نمی‌گذارد برخی از کمک‌فنرها می‌توانند این کارکردها را نیز داشته باشند.

## گونه‌های کمک‌فنر
1. کمک‌فنر هیدرولیکی یا روغنی
2. کمک‌فنر گازی یا بادی
3. کمک‌فنر تلسکوپی
4. کمک‌فنر هیدرواستاتیکی
5. کمک‌فنر اهرمی